# 涼花萌
涼花萌 （日语：／ Suzuhana Moe，12月29日— ）是居住在日本的女性聲優和偶像，是數位声优偶像团体22/7的成员。

## 簡歷
- 2016年
  - 12 月 24 日 - 在 22/7 的 10,325 名申請人中通過了最終的試鏡[2]。試鏡時的編號為 20 號。
- 2017年
  - 3月2日 - 因 22/7 並不會公布成員本名及年齡，於是在SHOWROOM直播「私たちの名付け親になってください」中向大眾募集藝名[3] 。
  - 3月4日 - 在成藝名發表的 SHOWROOM 直播中，公布藝名確定为“涼花萌”[4]。在此之前因為本人喜歡小鳥以及桃子，故皆以「桃醬（ももちゃん）」稱呼。
  - 5月14日 - 在角色決定的 SHOWROOM 直播中，并未被选为当时宣布的八位主要角色的配音演员。
- 2018年
  - 9月20日 -  在纪念出道一周年的“22/7 计算中特别活动”中宣布擔任角色 神木御神[5] 。
  - 12月1日 - 在綜藝節目「22/7 計算中」的第 21 集中，正式以 神木御神 的名義開始活動。

## 人物
昵称是“萌酱”、“萌皮（もえぴ、もえぴよ）”。有一个姐姐和一个弟弟 。喜欢小鸟、桃子和莉卡娃娃。
因為想成為小仙子，以及想同時成為一名配音員兼偶像，因此參加了22/7的试镜  。在參加试镜时并没有事先和家人商量，而是在已经通过了第二次選拔，并要前往东京參加第三次選拔时才向家人闡明告知。然而，尽管她以22/7的名义出道时是在同一个团体中，但她并没有分配到自己的角色，也没有辦法正式的在外界露脸。 因此，尽管她想与所有成员一同活動，但礙於規定也沒辦法一同活動，这使她在出道之初感到非常苦惱。

## 演出作品

### 电视动画
- 青春豬頭少年不會夢到兔女郎學姊（2018 年，岡崎螢） 以「こまりまこ」的名義
- 22/7 (2020，神木御神[8] )

### 电视节目
- 22/7 计算中（2018年7月7日—2019年12月28日）— 神木御神
- 22/7 计算中 第二季（2020年4月4日—2021年1月1日）— 神木御神
- 22/7 检算中（2021年1月9日—3月27日）—  涼花萌
- 22/7 計算中 第3季（2021年4月3日—）—  神木御神

### 游戏
- 22/7 音樂的時間 (神木御神[9] )

### 廣播
- 22/7 除不盡的廣播（2017年4月23日-2018年7月1日，超！A&G+ )-不定期[10]
- 22/7 除不盡的廣播+（2020 年 7 月 4 日-，超！A&G+)-不定期

### 其他
- 专辑「ずっと好きでした。presented by 胸キュンスカッと」TV-SPOT（2017，真人表演/旁白）

## 歌曲列表

### 角色歌
| 发布日期      | 产品名称         | 歌曲             | 樂曲      | 備註                                             |
| ------------- | ---------------- | ---------------- | --------- | ------------------------------------------------ |
| 2018年10月3日 | 不可思議のカルテ | スイートバレット | 「BABY!」 | 电视动画《青春豬頭少年不會夢到兔女郎學姊》插入曲 |